# 용인 미평리 약사여래입상
용인 미평리 약사여래입상(龍仁 彌坪里 藥師如來立像)은 대한민국 경기도 용인시 처인구 원삼면에 있는 불상이다. 1983년 9월 19일 경기도의 문화재자료 제44호로 지정되었다.

## 개요
경기도 용인시 원삼면 미평리에 있는 화강암으로 만든 이 석불은 마을 사람들이 병의 치유를 기원하면 약을 준다고 하여 ‘의왕불(醫王佛)’이라고 불린다.
석불은 하나의 돌로 만들어졌으나, 머리 위에는 자연석의 넓은 돌이 별도로 놓여져 있다. 얼굴에는 눈꼬리가 길게 표현된 초승달 모양의 눈과 오똑한 코가 묘사되어 있다. 목에는 3줄의 주름인 삼도(三道)가 새겨져 있으며, 양 어깨를 감싸고 있는 옷에는 넓은 U자형의 주름이 흐르고 있다. 양 손은 가슴에 놓여 있는데, 왼손에는 물병같은 것을 들고 있다.
불상 앞에는 자연석으로 된 불단이 있고 불상의 주변에는 돌기둥이 있는 것으로 보아 본래는 불상을 모시던 건물이 있었을 것으로 추정된다.

## 참고 문헌
- 용인미평리약사여래입상 - 국가유산청 국가유산포털